# Wolfgang Kirchbach

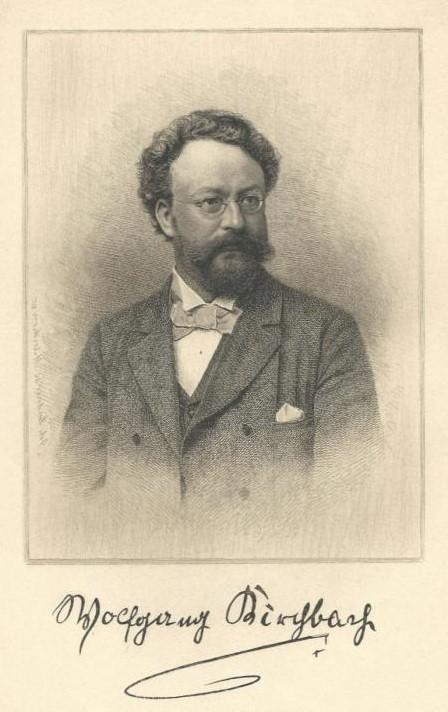
Wolfgang Kirchbach
Radierung von Johann Lindner anno 1895

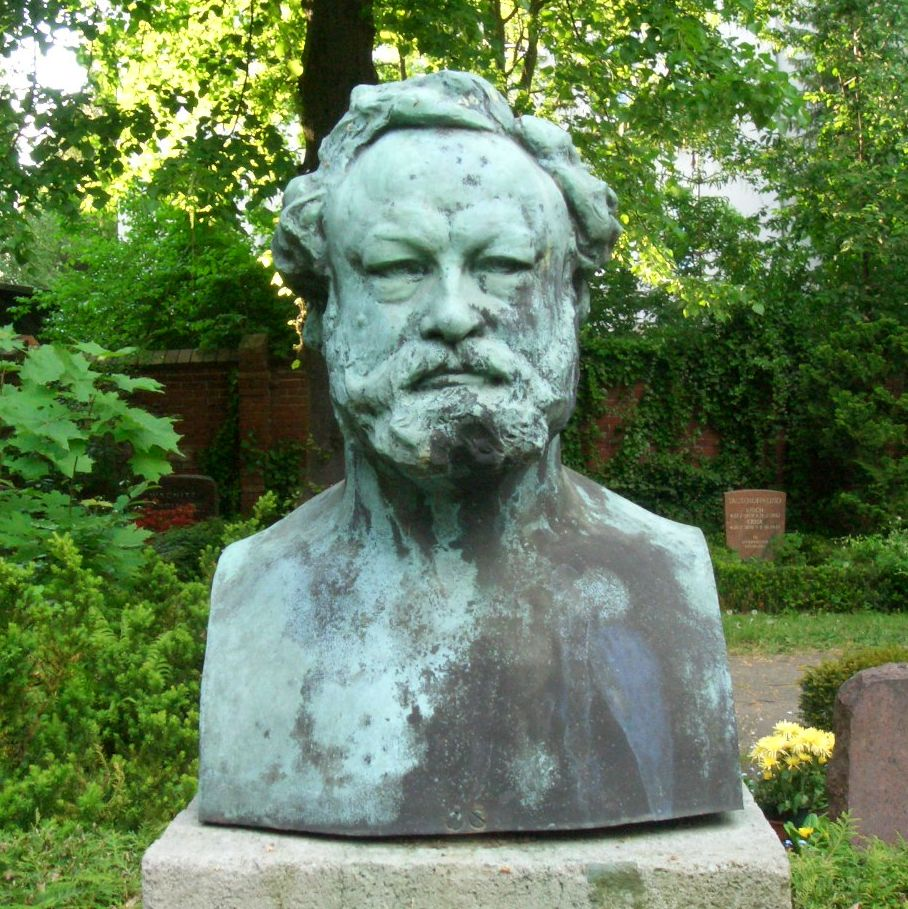
Büste auf dem Grabstein, Friedhof Lichterfelde, signiert: Martin Meyer-Pyritz

Wolfgang Kirchbach (* 18. September 1857 in London; † 8. September 1906 in Bad Nauheim) war ein deutscher Schriftsteller, Illustrator und Journalist. 

## Leben
Wolfgang Kirchbach wurde als Sohn des Historienmalers Ernst Kirchbach und dessen Gattin Emma geb. Schmitthenner-Stockhausen geboren. Seine frühe Kindheit verbrachte er in London mit den älteren Söhnen von Ferdinand Freiligrath und Karl Blind, die wegen ihrer politischen Gesinnung aus Deutschland verbannt waren. Später übersiedelte die Familie nach Dresden.
Nach einem Studium der Philologie und Geschichte an der Universität Leipzig zog er 1879 nach München, wo er sich dem Kreis um Michael Georg Conrad anschloss. 1882 unternahm er eine Reise nach Italien. 1888 ging er als Redakteur und Theaterkritiker erneut nach Dresden, wo er u. a. das Magazin für Litteratur des In- und Auslandes und die Dresdner Nachrichten redigierte. 1896 zog er nach Berlin, arbeitete für die Vossische Zeitung sowie andere Blätter und engagierte sich für die Wandervogel- und Volksbildungsbewegung. Er war Mitbegründer des Giordano-Bruno-Bundes, der sich vom Materialismus absetzte und eine einheitliche, „idealistische“ Weltanschauung vertrat, in der Naturwissenschaft, Philosophie und Kunst verschmolzen werden sollten.
Kirchbachs Novellenzyklus Kinder des Reiches (1883) wurde im Reichstag als „gemeingefährlich“ eingestuft und brachte ihn in den Ruf eines Naturalisten. Er wird dem Friedrichshagener Dichterkreis zugerechnet und schrieb auch über Berlin und seine Umgebung. Seine zweite Gattin Marie Luise Becker, die er 1904 geheiratet hatte, war ebenfalls Schriftstellerin.
Sein Grab befindet sich auf dem Berliner Friedhof Lichterfelde, sein Nachlass in der Sächsischen Landesbibliothek in Dresden.

## Auszeichnungen
- Ritterkreuz erster Klasse des Sächsischen Albrechts-Ordens

## Werke (Auswahl)
- Salvator Rosa. Roman. 2 Bde. Breitkopf & Härtel, Leipzig 1880.[3]
- Kinder des Reiches und ihre Rezensenten. Ein Romancyclus. Friedrich, Leipzig 1883.
- Ausgewählte Gedichte. Lyrik. Friedrich, Leipzig, 1883
- Ein Lebensbuch. Gesammelte kleinere Schriften, Reisegedanken und Zeitideen. Heinrichs, München/Leipzig 1886. (online)
- Waiblinger. Ein Trauerspiel unserer Zeit. 1886.
- Die letzten Menschen. Ein Bühnenmärchen. E. Pierson, Dresden/Leipzig 1890, online im Internet Archive
- Der Weltfahrer. Roman. E. Pierson, Dresden/Leipzig 1891, online im Internet Archive
- Das Leben auf der Walze. Roman. Verein der Bücherfreunde, Berlin 1892, online im Internet Archive. Neuausgabe Hofenberg, Berlin 2022, ISBN 978-3-7437-4434-9.
- Gordon Pascha. Ein Zeitdrama. E. Pierson, Dresden, Leipzig/Wien 1895, online im Internet Archive
- Lili-Tsee. Japanisches Märchen in einem Aufzuge. Breitkopf & Härtel, Leipzig 1896, online, englisch im Internet Archive. Musik: Franz Curti, Arrangeur: Hugo Röhr
- Was lehrte Jesus?! Zwei Ur-Evangelien. Dümmler, Berlin 1897, online im Internet Archive
- Das Buch Jesus. Dümmler, Berlin 1898, online im Internet Archive
- Friedrich Schiller, der Realist und Realpolitiker. Verlag Renaissance, Berlin 1905.
- Zum Verständnis altgriechischer Dichtung. 3 Essays. Verlag für Literatur, Kunst und Musik, Leipzig 1906 (online).
- Der Leiermann von Berlin. Heitere Romane aus dem Volksgeist. Pierson, Dresden 1906. Neuausgabe Hofenberg, Berlin 2020, ISBN 978-3-7437-3496-8.